# アリ・アル・ハブシ
アリ・アル・ハブシ（Ali Al-Habsi, 1981年12月30日 - ）は、オマーン・マスカット出身の元サッカー選手。元オマーン代表。ポジションはゴールキーパー。

## 経歴
1998年に母国オマーンのアル・ミダイビでキャリアをスタート。当時3部のチームで消防士をしながらプレーを続けた。2002年に強豪のアル・ナスルに移籍。ここでの活躍が認められ、オマーン代表にも選出される。その後、欧州のクラブからも注目を集めるようになり、2003年にノルウェーの名門リン・オスロに移籍。欧州へ渡ったオマーン初のプロサッカー選手となる。FCリン・オスロでは2年目から正GKの座を獲得し、所属した3年間で62試合に出場した。
2004年には、オマーン代表として2006 FIFAワールドカップ アジア1次予選に出場。日本代表との2試合にも出場した。アウェーでの試合では、中村俊輔のPKをセーブするなど、日本代表を苦しめた。これらの活躍が評価され、2006年1月7日にイングランドのボルトン・ワンダラーズに移籍。しかし、フィンランド代表でもあるユッシ・ヤースケライネンの牙城は厚く、ベンチを暖める日々が続いた。
2010年7月15日、同じプレミアリーグのウィガン・アスレティックFCにレンタル移籍。イングランド代表経験もあるクリス・カークランドが開幕から2試合で10失点を喫したこと、さらにはその後レスター・シティFCにレンタル移籍したことも相俟って、すんなり正GKのポジションに収まった。リーグ戦34試合に出場し、残留に貢献した。シーズン終了後の2011年7月4日、ウィガンへの完全移籍が決まった。2011-12シーズンは全38試合にフル出場した。2014年10月31日から1か月間の短期ローンでブライトン・アンド・ホーヴ・アルビオンFCでプレーした。
2014-15シーズン限りでウィガンを退団。2015年7月14日、以前からトレーニングを行っていたレディングFCに2年間の契約で加入した。その後、2017年7月にはサウジアラビアのアル・ヒラルへ完全移籍した。
2019年8月、EFLチャンピオンシップのウェスト・ブロムウィッチ・アルビオンFCに加入したが、トップチームでの公式戦出場はなかった。その翌年の2020年8月20日に、現役引退を発表した。

## 所属クラブ
- アル・ミダイビ 1998-2002
- アル・ナスル 2002-2003
- FCリン・オスロ 2003-2006
- ボルトン・ワンダラーズ 2006-2011

→ ウィガン・アスレティックFC (loan) 2010-2011
- ウィガン・アスレティックFC 2011-2015

→ ブライトン・アンド・ホーヴ・アルビオンFC (loan) 2010-2011
- レディングFC 2015-2017
- アル・ヒラル 2017-2019
- ウェスト・ブロムウィッチ・アルビオンFC2019-2020

## タイトル

### クラブ
ウィガン・アスレティックFC
- FAカップ 2012-13

### 代表
- ガルフカップ2009

### 個人
- ガルフカップ最優秀ゴールキーパー　5回（2003-2004、2004、2007、2009、2011）
- アラブ・ゴールキーパー最優秀選手 : 2004
- エリテセリエン年間最優秀選手 : 2004
- ウィガン・アスレティックFC年間最優秀選手 : 2011

## 代表歴
- オマーン代表（2002年-2019年）
  - 代表通算：136試合出場 0得点
  - AFCアジアカップ2007（グループリーグ敗退）